# Abraxas rhusiocirra
Abraxas rhusiocirra là một loài bướm đêm trong họ Geometridae.